# Dom Silvério
Dom Silvério este un oraș în Minas Gerais (MG), Brazilia.